# Tournoi d'ouverture du championnat du Mexique de football 2007
Navigation
Saison précédente Saison suivante
Le Tournoi Apertura 2007 est le vingt-troisième tournoi saisonnier disputé au Mexique.
C'est cependant la 78e fois que le titre de champion du Mexique est remis en jeu.
Lors de ce tournoi, le CF Pachuca a tenté de conserver  son titre de champion du Mexique face aux dix-sept meilleurs clubs mexicains.
Chacun des dix-huit clubs participant au championnat était confronté une fois aux dix-sept autres. Puis les meilleurs se sont affrontés lors d'une phase finale à la fin de la saison.
Seulement deux places étaient qualificatives pour la Ligue des champions de la CONCACAF et une pour la Coupe des Champions de la CONCACAF également qualificative pour la SuperLiga.

## Les 18 clubs participants
| \| Mexico: Club América CD Cruz Azul Pumas UNAM Guadalajara: CF Atlas Chivas de Guadalajara Club Necaxa CF Atlante Deportivo Veracruz Guadalajara UAG Tecos CF Monterrey Tigres UANL CF Pachuca CA Monarcas Morelia San Luis FC Deportivo Toluca FC Club Santos Laguna Jaguares de Chiapas I Mexico CF Puebla \| Localisation des clubs. |
| Mexico: Club América CD Cruz Azul Pumas UNAM Guadalajara: CF Atlas Chivas de Guadalajara Club Necaxa CF Atlante Deportivo Veracruz Guadalajara UAG Tecos CF Monterrey Tigres UANL CF Pachuca CA Monarcas Morelia San Luis FC Deportivo Toluca FC Club Santos Laguna Jaguares de Chiapas I Mexico CF Puebla                               |

| Club                  | Stade                        | Capacité | Ville                    |
| Club América          | Stade Azteca                 | 105 064  | Mexico                   |
| CF Atlante            | Stade Andres Quintana Roo    | 20 000   | Cancún                   |
| CF Atlas              | Stade Jalisco                | 56 713   | Guadalajara              |
| CD Cruz Azul          | Stade Azul                   | 35 161   | Mexico                   |
| UAG Tecos             | Stade Tres de Marzo          | 22 000   | Zapopan                  |
| Chivas de Guadalajara | Stade Jalisco                | 56 713   | Guadalajara              |
| Jaguares de Chiapas   | Stade Víctor Manuel Reyna    | 25 800   | Tuxtla Gutiérrez         |
| CF Monterrey          | Stade Tecnológico            | 33 485   | Monterrey                |
| CA Monarcas Morelia   | Stade Morelos                | 41 056   | Morelia                  |
| Club Necaxa           | Stade Victoria               | 25 000   | Aguascalientes           |
| CF Pachuca            | Stade Hidalgo                | 27 000   | Pachuca                  |
| CF Puebla             | Stade Cuauhtémoc             | 42 648   | Puebla                   |
| Pumas UNAM            | Stade Olímpico Universitario | 62 214   | Mexico                   |
| San Luis FC           | Stade Alfonso Lastras        | 25 000   | San Luis Potosí          |
| Santos Laguna         | Stade Corona                 | 18 000   | Torreón                  |
| Tigres UANL           | Stade Universitario          | 42 000   | San Nicolás de los Garza |
| Club Toluca           | Stade Nemesio Díez           | 27 000   | Toluca                   |
| Deportivo Veracruz    | Stade Luis de la Fuente      | 30 000   | Veracruz                 |

## Compétition
Le Tournoi Apertura s'est déroulé de la même façon que les tournois saisonniers précédents :
- La phase de qualification : dix-sept journées de championnat.
- La phase de barrages : des confrontations aller-retour qualificatives pour la phase finale.
- La phase finale : des confrontations aller-retour allant des quarts de finale à la finale.

### Phase de qualification
Lors de la phase de qualification les dix-huit équipes s'affrontent à une reprise selon un calendrier tiré aléatoirement.
Les équipes sont divisées en trois groupes de six, les deux meilleures de chaque groupe sont directement qualifiées pour la phase finale. Les quatre équipes les mieux classées au classement général qui ne sont pas qualifiées pour la phase finale, sont qualifiées pour la phase de barrages.
Le classement est établi sur le barème de points classique (victoire à 3 points, match nul à 1, défaite à 0).
Le départage final se fait selon les critères suivants :
- Le nombre de points.
- La différence de buts générale.
- La différence de buts particulière.
- Le nombre de buts marqué à l'extérieur.
- Le tirage au sort.

#### Classement général
| Rang | Équipe                | Pts | J  | G  | N | P  | Bp | Bc | Diff |
| ---- | --------------------- | --- | -- | -- | - | -- | -- | -- | ---- |
| 1    | Santos Laguna         | 38  | 17 | 11 | 5 | 1  | 40 | 22 | +18  |
| 2    | Club Toluca           | 34  | 17 | 10 | 4 | 3  | 27 | 16 | +11  |
| 3    | CF Atlante            | 33  | 17 | 9  | 6 | 2  | 32 | 19 | +13  |
| 4    | Chivas de Guadalajara | 31  | 17 | 9  | 4 | 4  | 28 | 16 | +12  |
| 5    | San Luis FC           | 29  | 17 | 8  | 5 | 4  | 31 | 30 | +1   |
| 6    | Club América          | 26  | 17 | 7  | 5 | 5  | 26 | 22 | +4   |
| 7    | CD Cruz Azul          | 25  | 17 | 7  | 4 | 6  | 27 | 22 | +5   |
| 8    | Pumas UNAM            | 24  | 17 | 6  | 6 | 5  | 32 | 19 | +13  |
| 9    | CF Pachuca (T)        | 24  | 17 | 7  | 3 | 7  | 26 | 23 | +3   |
| 10   | CA Monarcas Morelia   | 22  | 17 | 6  | 4 | 7  | 20 | 25 | -5   |
| 11   | Club Necaxa           | 20  | 17 | 5  | 5 | 7  | 23 | 32 | -9   |
| 12   | Jaguares de Chiapas   | 18  | 17 | 3  | 9 | 5  | 22 | 28 | -6   |
| 13   | Deportivo Veracruz    | 18  | 17 | 5  | 3 | 9  | 20 | 35 | -15  |
| 14   | CF Puebla (P)         | 17  | 17 | 4  | 5 | 8  | 16 | 24 | -8   |
| 15   | UAG Tecos             | 17  | 17 | 5  | 2 | 10 | 24 | 38 | -14  |
| 16   | Tigres UANL           | 16  | 17 | 4  | 4 | 9  | 16 | 22 | -6   |
| 17   | CF Monterrey          | 14  | 17 | 3  | 5 | 9  | 18 | 25 | -7   |
| 18   | CF Atlas              | 12  | 17 | 3  | 3 | 11 | 23 | 33 | -10  |

| Légende : Qualifications et relégations | Légende : Qualifications et relégations                                                                                      |
| --------------------------------------- | --- |
|                                         | Ligue des champions 2008-2009 (Phase de groupes) Coupe des champions 2008 (Quart de finale) SuperLiga 2008 (Phase de groupe) |
|                                         | Ligue des champions 2008-2009 (Tour préliminaire)                                                                            |
|                                         | (T) : Tenant du titre (P) : Promu de la saison 2006-2007                                                                     |

#### Matchs
| Résultats (▼dom., ►ext.)                                   | Amé | Atlt | Atls | Azu | Chi | Jag | Mon | Mor | Nec | Pac | Pue | Pum | Lui | Lag | Tec | Tig | Tol | Ver |
| Club América                                               |     |      | 2-1  | 2-2 | 2-1 | 6-1 |     |     | 1-0 |     |     |     |     |     | 4-1 | 1-1 |     | 0-0 |
| CF Atlante                                                 | 2-1 |      |      |     |     |     |     | 1-1 | 0-2 | 1-2 | 4-0 | 1-0 | 4-3 | 2-2 |     |     | 2-0 |     |
| CF Atlas                                                   |     | 1-2  |      |     |     | 0-1 | 2-2 |     |     | 0-1 |     |     | 1-1 | 2-5 | 3-2 |     | 1-1 |     |
| CD Cruz Azul                                               |     | 2-2  | 2-0  |     |     | 1-1 | 2-1 |     | 3-0 | 1-2 |     |     |     |     | 1-2 | 1-0 | 3-1 |     |
| Chivas de Guadalajara                                      |     | 1-1  | 3-1  | 1-0 |     | 5-4 | 1-0 |     | 5-1 |     |     |     |     |     | 0-0 | 1-0 |     | 3-1 |
| Jaguares de Chiapas                                        |     | 1-1  |      |     |     |     | 0-0 | 1-1 |     | 0-2 |     | 1-2 | 2-2 | 2-2 |     |     | 0-0 |     |
| CF Monterrey                                               | 0-1 | 1-1  |      |     |     |     |     | 1-2 |     | 3-1 | 2-0 | 1-0 | 2-3 | 1-1 |     |     | 1-1 |     |
| CA Monarcas Morelia                                        | 2-1 |      | 0-2  | 2-1 | 1-0 |     |     |     |     |     | 2-0 | 0-3 |     |     |     | 1-0 |     | 1-1 |
| Club Necaxa                                                |     |      | 2-4  |     |     | 1-1 | 3-2 | 1-1 |     |     | 2-1 | 1-1 |     | 2-3 | 1-1 | 1-0 |     |     |
| CF Pachuca                                                 | 1-2 |      |      |     | 1-2 |     |     | 3-1 | 1-1 |     | 0-0 | 1-1 | 4-1 | 0-1 |     |     | 1-2 |     |
| CF Puebla                                                  | 0-0 |      | 1-0  | 1-1 | 0-3 | 1-2 |     |     |     |     |     |     |     |     | 3-0 | 3-0 |     | 0-0 |
| Pumas UNAM                                                 | 1-1 |      | 3-2  | 1-2 | 1-1 |     |     |     |     |     | 2-2 |     |     |     | 2-0 | 3-0 |     | 8-0 |
| San Luis FC                                                | 2-1 |      |      | 3-1 | 0-0 |     |     | 2-1 | 3-2 |     | 0-3 | 3-2 |     | 2-2 |     |     |     | 2-1 |
| Santos Laguna                                              | 4-0 |      |      | 2-0 | 2-1 |     |     | 3-2 |     |     | 4-1 | 3-2 |     |     |     | 0-0 |     | 2-0 |
| UAG Tecos                                                  |     | 0-3  |      |     |     | 2-1 | 3-0 | 3-2 |     | 1-4 |     |     | 2-3 | 3-1 |     |     | 2-3 |     |
| Tigres UANL                                                |     | 2-3  | 3-2  |     |     | 1-1 | 1-0 |     |     | 3-2 |     |     | 0-0 |     | 4-0 |     | 0-1 |     |
| Club Toluca                                                | 3-1 |      |      |     | 1-0 |     |     | 2-0 | 4-0 |     | 2-0 | 0-0 | 2-1 | 2-3 |     |     |     | 2-1 |
| Deportivo Veracruz                                         |     | 0-2  | 2-1  | 1-4 |     | 1-3 | 3-1 |     | 1-3 | 3-0 |     |     |     |     | 3-2 | 2-1 |     |     |
| - Victoire à domicile - Match nul - Victoire à l'extérieur |     |      |      |     |     |     |     |     |     |     |     |     |     |     |     |     |     |     |

#### Classements qualificatifs
La qualification pour la "Liguilla" se fait au travers des groupes régionaux. Les deux premiers de chaque groupe sont qualifiés directement. Les quatre meilleures équipes tous groupes confondus qui ne sont pas déjà qualifiées se qualifient pour la phase de barrages.
| Rang | Club                | Pts | J  | Diff |
| 1    | Club Toluca         | 34  | 17 | +11  |
| 2    | Pumas UNAM          | 24  | 17 | +13  |
| 3    | CF Pachuca (T)      | 24  | 17 | +3   |
| 4    | Jaguares de Chiapas | 18  | 17 | -6   |
| 5    | CF Puebla (P)       | 17  | 17 | -8   |
| 6    | UAG Tecos           | 17  | 17 | -14  |

| Rang | Club               | Pts | J  | Diff |
| 1    | Santos Laguna      | 38  | 17 | +18  |
| 2    | CF Atlante         | 33  | 17 | +13  |
| 3    | Club América       | 26  | 17 | +4   |
| 4    | Deportivo Veracruz | 18  | 17 | -15  |
| 5    | CF Monterrey       | 14  | 17 | -7   |
| 6    | CF Atlas           | 12  | 17 | -10  |

| Rang | Club                  | Pts | J  | Diff |
| 1    | Chivas de Guadalajara | 31  | 17 | +12  |
| 2    | San Luis FC           | 29  | 17 | +1   |
| 3    | CD Cruz Azul          | 25  | 17 | +5   |
| 4    | CA Monarcas Morelia   | 22  | 17 | -5   |
| 5    | Club Necaxa           | 20  | 17 | -9   |
| 6    | Tigres UANL           | 16  | 17 | -6   |

### La phase de barrages
Les quatre équipes qualifiées s'affrontent d'après leur classement général, le meilleur affrontant le moins bon et ainsi de suite. L'équipe la moins bien classée accueille lors du match aller et la meilleure lors du match retour.
En cas d'égalité, c'est l'équipe la mieux classée qui se qualifie.
| Club             | Aller | Retour | Club                     | Commentaire |
| Club América (6) | 0-3   | 1-0    | CA Monarcas Morelia (10) |             |
| CD Cruz Azul (7) | 2-0   | 4-0    | CF Pachuca (9)           |             |

### La "Liguilla"
Les huit équipes qualifiées sont réparties dans le tableau final d'après leur classement général, le premier affrontant le huitième et ainsi de suite, la même opération est effectuée une fois que l'on connait les quatre demi-finalistes pour le tirage de ce deuxième tour. L'équipe la moins bien classée accueille lors du match aller et la meilleure lors du match retour.
En cas d'égalité lors des deux premiers tours, c'est l'équipe la mieux classée qui se qualifie. Par contre lors de la finale, si les deux équipes sont à égalité sur la somme des deux matchs des prolongations puis une séance de tirs au but ont lieu.

#### Tableau
|  |                       |               |                       |               |               |     |   |            |            |            |            |            |     |   |        |        |        |        |        |  |  |
|  | 1/4 de finale         | 1/4 de finale | 1/4 de finale         | 1/4 de finale | 1/4 de finale |     |   | 1/2 finale | 1/2 finale | 1/2 finale | 1/2 finale | 1/2 finale |     |   | Finale | Finale | Finale | Finale | Finale |  |  |
|  |                       |               |                       |               |               |     |   |            |            |            |            |            |     |   |        |        |        |        |        |  |  |
|  |                       |               |                       |               |               |     |   |            |            |            |            |            |     |   |        |        |        |        |        |  |  |
|  | CF Atlante            | (3)           | 1                     | 2             |               |     |   |            |            |            |            |            |     |   |        |        |        |        |        |  |  |
|  | CF Atlante            | (3)           | 1                     | 2             |               |     |   |            |            |            |            |            |     |   |        |        |        |        |        |  |  |
|  | CD Cruz Azul          | (7)           | 0                     | 1             |               |     |   |            |            |            |            |            |     |   |        |        |        |        |        |  |  |
|  | CD Cruz Azul          | (7)           | 0                     | 1             | CF Atlante    | (3) | 0 | 1          |            |            |            |            |     |   |        |        |        |        |        |  |  |
|  |                       |               |                       |               |               | (3) | 0 | 1          |            |            |            |            |     |   |        |        |        |        |        |  |  |
|  |                       |               | Chivas de Guadalajara | (4)           | 1             | 0   |   |            |            |            |            |            |     |   |        |        |        |        |        |  |  |
|  | Chivas de Guadalajara | (4)           | Chivas de Guadalajara | (4)           | 1             | 0   | 1 | 1          |            |            |            |            |     |   |        |        |        |        |        |  |  |
|  | Chivas de Guadalajara | (4)           |                       |               |               |     |   |            |            |            |            |            |     |   |        |        |        |        |        |  |  |
|  | San Luis FC           | (5)           | 1                     | 0             |               |     |   |            |            |            |            |            |     |   |        |        |        |        |        |  |  |
|  | San Luis FC           | (5)           | 1                     | 0             |               |     |   |            |            |            |            | CF Atlante | (3) | 0 | 2      |        |        |        |        |  |  |
|  |                       |               |                       |               |               |     |   |            |            |            |            | CF Atlante | (3) | 0 | 2      |        |        |        |        |  |  |
|  |                       | Pumas UNAM    | (8)                   | 0             | 1             |     |   |            |            |            |            |            |     |   |        |        |        |        |        |  |  |
|  | Santos Laguna         | Pumas UNAM    | (8)                   | 0             | 1             | (1) | 2 | 3          |            |            |            |            |     |   |        |        |        |        |        |  |  |
|  | Santos Laguna         |               |                       |               |               |     | 2 | 3          |            |            |            |            |     |   |        |        |        |        |        |  |  |
|  | CA Monarcas Morelia   | (10)          | 0                     | 2             |               |     |   |            |            |            |            |            |     |   |        |        |        |        |        |  |  |
|  | CA Monarcas Morelia   | (10)          | 0                     | 2             | Santos Laguna | (1) | 0 | 4          |            |            |            |            |     |   |        |        |        |        |        |  |  |
|  |                       |               |                       |               |               | (1) | 0 | 4          |            |            |            |            |     |   |        |        |        |        |        |  |  |
|  |                       |               | Pumas UNAM            | (8)           | 3             | 2   |   |            |            |            |            |            |     |   |        |        |        |        |        |  |  |
|  | Club Toluca           | (2)           | Pumas UNAM            | (8)           | 3             | 2   | 0 | 1          |            |            |            |            |     |   |        |        |        |        |        |  |  |
|  | Club Toluca           | (2)           |                       |               |               |     | 0 | 1          |            |            |            |            |     |   |        |        |        |        |        |  |  |
|  | Pumas UNAM            | (8)           | 2                     | 1             |               |     |   |            |            |            |            |            |     |   |        |        |        |        |        |  |  |
|  | Pumas UNAM            | (8)           | 2                     | 1             |               |     |   |            |            |            |            |            |     |   |        |        |        |        |        |  |  |

#### Quarts de finale
| Club                  | Aller | Retour | Club                | Commentaire |
| Santos Laguna         | 2-0   | 3-2    | CA Monarcas Morelia |             |
| Club Toluca           | 0-2   | 1-1    | Pumas UNAM          |             |
| Chivas de Guadalajara | 1-1   | 1-0    | San Luis FC         |             |
| CF Atlante            | 1-0   | 2-1    | CD Cruz Azul        |             |

#### Demi-finales
| Club          | Aller | Retour | Club                  | Commentaire |
| Santos Laguna | 0-3   | 4-2    | Pumas UNAM            |             |
| CF Atlante    | 0-1   | 1-0    | Chivas de Guadalajara |             |

#### Finale
| Match aller | Pumas UNAM | 0:0   | CF Atlante | Stade Olímpico Universitario |  |
| 6 décembre  |            | (0:0) |            |                              |  |

| Match retour | CF Atlante                                    | 2:1   | Pumas UNAM         | Stade Andres Quintana Roo |  |
| 9 décembre   | Giancarlo Maldonado 59e · Clemente Ovalle 85e | (0:0) | Ismael Iñiguez 69e |                           |  |

## Bilan du tournoi
| Tableau d'Honneur     |            |
| Compétition           | Vainqueur  |
| Tournoi Apertura 2007 | CF Atlante |

| Qualifications continentales 2008-2009 |            |
| Coupe des champions                    | Qualifiés  |
| Quart de finale                        | CF Atlante |
| Ligue des champions                    | Qualifiés  |
| Phase de groupes                       | CF Atlante |
| Tour préliminaire                      | Pumas UNAM |
| SuperLiga                              | Qualifiés  |
| Phase de groupes                       | CF Atlante |

## Statistiques

### Buteurs
| Rang | Nom                  | Équipe        | Buts |
| 1    | Alfredo Moreno       | San Luis FC   | 19   |
| 2    | Giancarlo Maldonado  | CF Atlante    | 18   |
| 2    | Daniel Ludueña       | Santos Laguna | 18   |
| 4    | Esteban Solari       | Pumas UNAM    | 15   |
| 5    | Miguel Sabah         | CD Cruz Azul  | 11   |
| 6    | Bruno Marioni        | CF Atlas      | 10   |
| 6    | Vicente Matías Vuoso | Santos Laguna | 10   |
| 8    | Salvador Cabañas     | Club América  | 9    |
| 8    | Vicente Sánchez      | Club Toluca   | 9    |
| 8    | Hugo Rodallega       | Club Necaxa   | 9    |
| 8    | Hugo Droguett        | UAG Tecos     | 9    |